# Malé Dubičné
Malé Dubičné je osada a základní sídelní jednotka obce Dubičné v okrese České Budějovice. Nachází se 6 km východně od centra Českých Budějovic, na Lišovském prahu, na jihovýchodním svahu Dlouhého vrchu, v nadmořské výšce 535 m. Základní sídelní jednotka Malé Dubičné má výměru 116 ha, v roce 2011 v ní žilo 52 obyvatel (v roce 2001 23, v roce 1991 24). Nachází se zde kaple Panny Marie, sv. Antonína a sv. Václava z let 1927 až 1928.

## Historie
Malé Dubičné vzniklo až v roce 1798, kdy zde sedlák Antonín Kneissl zbudoval první usedlost (č. p. 22). Do roku 1850 přibyly další tři domy. V roce 1930 mělo Malé Dubičné 12 domů a 65 obyvatel.